# Arlington (Wyoming)
Arlington es un lugar designado por el censo ubicado en el condado de Carbon en el estado estadounidense de Wyoming. En el año 2010 tenía una población de 25 habitantes.

## Geografía
Arlington se encuentra ubicado en las coordenadas  41°35′20.55″N 106°11′37.08″O / 41.5890417, -106.1936333.